# Schefflera huberi
Schefflera huberi är en araliaväxtart som beskrevs av David Gamman Frodin. Schefflera huberi ingår i släktet Schefflera och familjen araliaväxter. Inga underarter finns listade.